# Разрядные книги

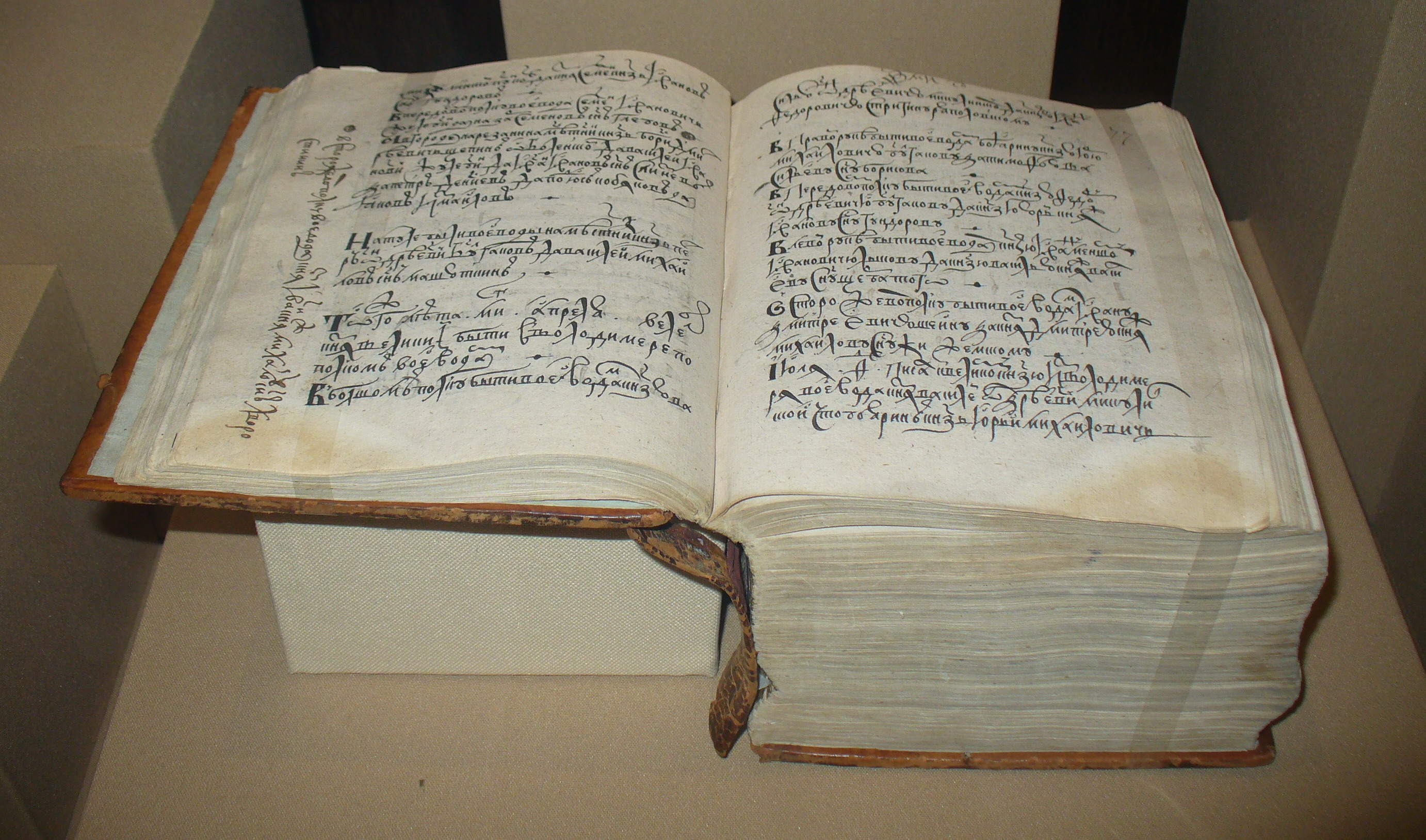
Разрядная книга XVII века, экспонат ГИМ.

Разря́дные кни́ги, также известные как разря́ды — книги записи официальных распоряжений в Русском государстве. В них записывались извлечения из официальных документов. В них отмечались повод и порядок употребления служилых военных сил государства, ежегодные назначения служилых людей на военную, гражданскую и придворную службу. Кроме того, в них записывались «объезжие головы в Москве для береженья от огня и от всякого воровства» и «записи о счетных делах» в конце каждого года. Начали их составлять с 1471 года и продолжали вплоть до 1682 года.

## История создания
С 1470-х гг. (Ю. Г. Алексеев) более-менее регулярно велись записи о воеводских назначениях (разрядные записи), однако записи за ряд лет (особенно за конец XV — начало XVI вв.) отсутствуют. Вероятно, существовали книги разрядных записей отдельных крупных военных походов (В. И. Буганов). В 1556 г. впервые были составлены сводные тексты разрядных записей (разрядная книга) — Государев разряд 1556 г. В 1584 г. эта книга была дополнена записями за 1556—1584 гг. Последующие редакции Государева разряда были сделаны в 1598 и 1605 гг. По мнению В. И. Буганова существовала также редакция 1585 года. Начиная с 1613 года разрядные книги составлялись ежегодно. Первоначально Разрядные книги велись дьяками из великокняжеской канцелярии. Позже ведение книг было передано в Разрядный приказ.
В послесмутное время появились 2 вида официальных разрядных книг: книги «перечневые» и «подлинники». Последние составлялись в течение царствования Михаила Федоровича (до 7144 (1636) г.) и содержали записи за один год. «Перечневые» книги составлялись вплоть до 1650 г.: 1 книга — 7121—7137 (1613—1629), 2 книга — 7137—7154 (1629—1646), 3 книга — 7154—7158 (1646—1650) гг. В последующее время составлялись черновые варианты книг «подлинников» (книга 7183 (1675) г.) и «перечневые» росписи (царствование Федора Алексеевича). Они содержали подробности о дарах, поднесенных государю, и о лицах, бывших у него при всех приемах и приездах иностранных послов. Те и другие представляют богатый материал для русской генеалогии.
Основной целью составления разрядных книг был учет прохождения государевой (военной, придворной, административной и дипломатической) службы. Эти сведения использовались также при местнических спорах. В 1850—1851 годах были изданы «Дворцовые разряды». Под этим условным (никогда не существовавшим в реалиях XVII века) названием были опубликованы тексты разрядных погодных книг, материалы частных текстов разрядных книг, и документы столбцов Разрядного приказа. Позднее, в XIX веке, под заголовком «Дополнение» И. Е. Забелин издал столбцы из преимущественно казённого приказа, которые к разрядным книгам никакого отношения не имеют.
Основной массив разрядных книг сохранился после пожара 1626 года. 12 января 1682 года местничество было уничтожено, Разрядный приказ был расформирован, а все хранившиеся в нём разрядные книги были сожжены. В частности были уничтожены книги 7034—7065 (1526—1557), 7065—7092 (1557—1584), 7092—7106 (1584—1598), 7106—7113 (1598—1605), 7121—7134 (1613—1626) гг., три перечневые книги и книги царя Федора Алексеевича. Все сохранившиеся частные списки разрядных книг представляют собой частные редакции разрядных записей, в большей или меньшей степени основанных на официальном тексте.

## Известные разрядные книги и их публикации
Существовало несколько разновидностей разрядных книг. Наиболее полными были так называемые «служебные книги» (или пространная редакция родословных книг). Оригиналы «служебных книг» не сохранились. До настоящего времени дошли некоторые копии, представляющие собой выписки из подлинных разрядных книг, которые составлялись по поручению отдельных бояр и дворян, которым в местнических целях необходимо было иметь в своем распоряжении материал о службах предков и родственников, а также представителей «чужих» родов на случай разбирательства местнических дел. До нашего времени дошло более 120 списков выписок из пространной редакции различной полноты, содержащие записи за 1475—1605 годы. Один из таких списков, который принадлежал роду Годуновых или Сабуровых, был опубликован П. Свиньиным.
На основании «служебных книг» составлялись более краткие редакции разрядных книг, причем как официальные (так называемые «государевы разряды» середины XVI — начала XVII вв.), так и составляемые по частной инициативе. Сохранились сокращённая редакция Разрядной книги 1636 (с текстом за 1550—1636 годы), а также сокращённые редакции разрядных книги за 1613—1636 годы.
Впервые часть дворцовых разрядов — с 1632 по 1655 года — под заглавием «Повседневные дворцовые записки» была издана в Москве в 1769 году. В 1850—1853 годах изданы четыре тома «Дворцовых разрядов». в «Чтениях Московского общества истории и древн. росс.» за 1882 и 1883 годы напечатаны и «Дополнения к Дворцовым разрядам» под ред. И. Е. Забелина. «Родословные книги» напечатаны в 1853—1855 годах.
Сокращённая редакция разрядной книги 1559—1605 годов с обширным предисловием была напечатана в 1844 году Валуевым в «Симбирском сборнике». Она существенно короче соответствующих записей «Государевых разрядов», однако иногда дополняют известия дополнительными данными.
В СССР различные разрядные книги издавались в издательстве «Наука» в 1970-е — 1980-е годы.

### Государевы разряды
Государевы разряды составлялись в течение середины XVI — начала XVII века. Существует несколько редакций этих разрядов: 1556 года, 1584 года, 1585 года, 1598 года и 1604/1605 года. Редакция разрядов 1585 года была опубликована в 1790 году Н. И. Новиковым в Древней российской вивлиофике, а редакция 1556 года, к которой были добавлены записи до 1565 года, была опубликована в 1901 году П. Н. Милюковым. Однако у этих изданий были существенные недостатки, поскольку в них встречаются многочисленные ошибки; кроме того, в издании Новикова отсутствуют указатели. Какой список родословной книги использовался для издания Новикова — неизвестно.
В 1966 году была опубликована «Разрядная книга 1598 года». Она существенно дополняет публиковавшиеся ранее разрядные книги, а кроме того, в ней присутствовали никогда ранее не публиковавшиеся записи за 1586—1598 годы. В ней содержатся известия за почти 125 лет, начиная с 1475 года. Она является ценным источником по составу Боярской думы. Основой её послужил Уваровский список (XVII век), в котором, однако, отсутствуют записи за 1475—1512 годы. Варианты, а также недостающие места сделаны по ряду других списков: Архивному списку (конец XVI века), в котором сохранилась часть черновика из разрядной книги за 1594/95—1596/97 годы, который был создан в Разрядном приказе; Евреиновскому списку (середина XVII века). Для исправления ошибок также привлекались и другие списки: Головинский список разрядной книги 1475—1565 годов (XVI век); Академический список — разрядная книга 1475—1584 годов (последняя четверть XVII века). Также привлекались издания Новикова и Милютина.
В 1974 году была опубликована также и «Разрядная книга 1605 года», созданная по частной инициативе в 1604/1605 году.
В 1975—1976 годах была опубликована сокращённая редакция разрядной книги, составленной в 1636 году. Она была создана в Разрядном приказе. В отличие от предыдущей редакции 1605 года, в ней меньше ошибок и неточностей, а также более продуманно изложение материала. Данная разрядная книга сохранилась в двух списках. Полная версия содержится в Библиотечном списке, созданном в 30-х годах XVII века. Другой, Архивский список, содержит только часть редакции. Он создан в XVII веке и содержит записи за 1475—1635 годы, при этом с Библиотечным списком совпадают известия за 1586—1635 годы. Данная редакция книги содержит сведения, которые отсутствуют в Пространной редакции, что делает его ценным самостоятельным источником. Часть этой книги, содержащая записи за 1604—1613 годы, публиковалась в 1907 году под названием «Разрядные записи за Смутное время».

### Пространная редакция
В 1977—2003 годах была издана «Разрядная книга 1475—1605 годов». Его основу составил так называемый Щукинский список (XVII век), в котором содержатся записи за 1380—1605 годы. Кроме того для дополнения и отображения вариантов привлекались ещё четыре списка: Эрмитажный список (вторая половина XVII века), в котором содержатся записи за 1375—1605 годы; Список М. А. Оболенского (вторая половина XVII века), в котором содержатся записи за 1482—1587 годы; Список Д. М. Пожарского (первая четверть XVII века), в котором содержатся записи за 1577—1605/1606 годы; Уваровский список (вторая половина XVII века), в котором содержатся записи за 1577—1616 годы. Данное издание в настоящее время является единственным полным изданием пространной редакции родословных книг.
Если до сих пор разрядную книгу 1475—1605 гг. считали частной редакцией официального текста (В. И. Буганов), либо официальной разрядной книгой (Д. Н. Альшиц), то после работ Ю. В. Анхимюка стало очевидно, что разрядная книга 1475—1605 годов представляет собой частную разрядную книгу, текст которой окончательно сложился к 1620 — началу 1640-х гг.

## Издания родословных книг
Пространная редакция
- П. Свиньин. О службах и походах боярских, также полковых разрядах их и о том, кто, когда и в котором полку служил с 6869 года по 7200 год. // Отечественные записки, 1826, декабрь, №80.
- П. Свиньин. О службах и походах боярских, также полковых разрядах их и о том, кто, когда и в котором полку служил с 6869 года по 7200 год. // Отечественные записки). — 1830, октябрь-декабрь, ч. 44. — № 80.
- Разрядная книга 1475—1605 гг. Тома I—IV. — М.: Наука, 1977—2003.

Сокращённая редакция
- Древняя российская вивлиофика. — М., 1790.
- Милюков П. Н. Древнейшая разрядная книга официальной редакции. — М., 1901.
- Разрядные записи за Смутное время. — М., 1907.
- Разрядная книга 1475—1598 гг. — Подгот. текста, вводная статья и ред. В.И. Буганова; Отв. ред. акад. М.Н. Тихомиров. — М., 1966. — 616 с.
- Разрядные книги 1598—1638 гг. — М., 1974.
- Разрядная книга. — М., 1966—2003.
- Разрядные книги 1474—1605 гг. — М., 1976.
- Разрядная книга 1550—1636 гг. Тома I—II. — М.: Наука, 1975—1976.